# Aulopidae
Famille
Les Aulopidae sont une famille de poissons aulopiformes.

## Genres
Selon World Register of Marine Species (17 avril 2016) :
- genre Aulopus Cloquet, 1816
- genre Hime Starks, 1924
- genre Latropiscis Whitley, 1931
- genre Leptaulopus Gomon, Struthers & Stewart, 2013

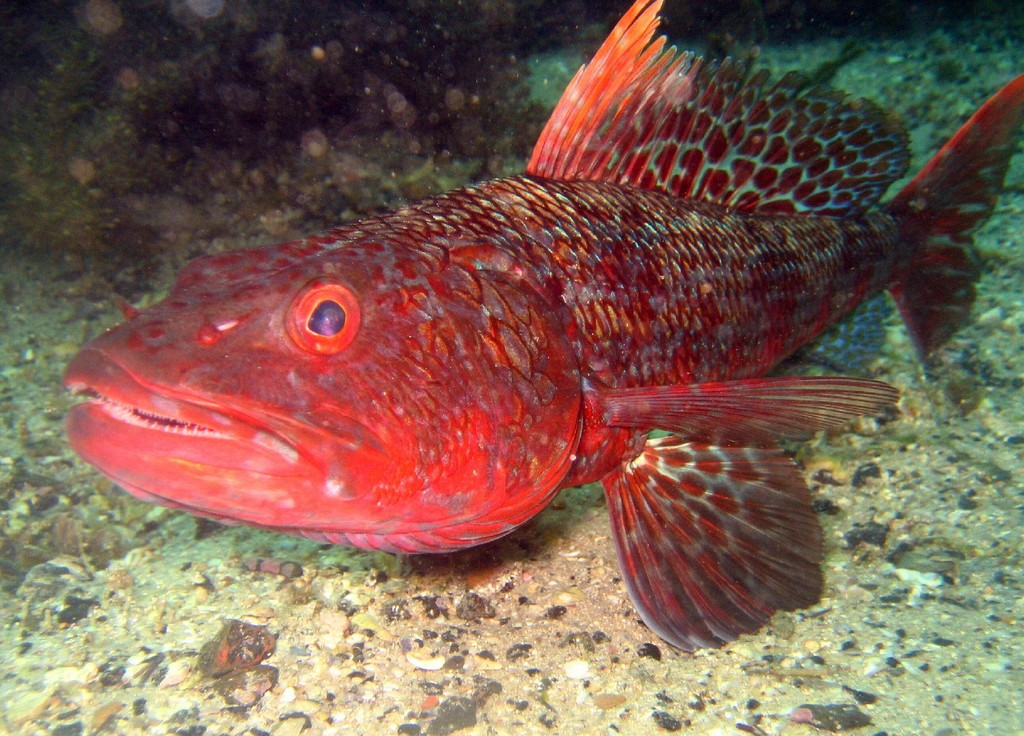
Latropiscis purpurissatus.
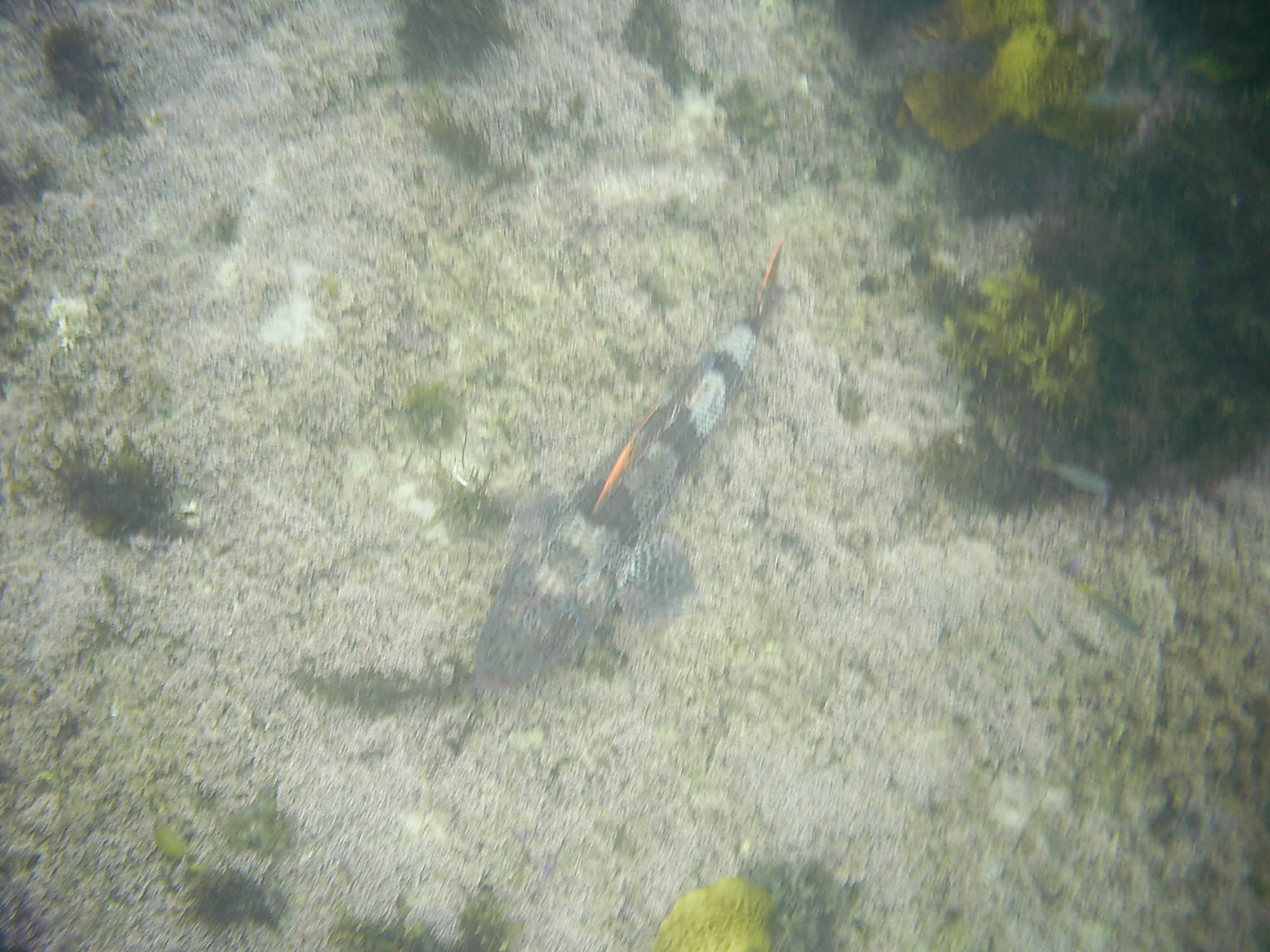
Latropiscis purpurissatus.